# アイザック・マクワラ
アイザック・マクワラ（Isaac Makwala、1985年9月29日 ‐ ）は、ボツワナ・セントラル地区出身の陸上競技選手。専門は400mが中心の短距離走。400mでは元アフリカ記録の43秒72の自己ベストを持ち、200mの35歳以上の世界記録保持者である。2015年北京世界選手権のファイナリスト（5位）、2017年ダイヤモンドリーグのツアーチャンピオン。200mではアフリカ歴代7位の19秒77の自己ベストを持つ、2017年ロンドン世界選手権のファイナリスト（6位）である。

## 経歴
トゥトゥメ (en) にある学校のサッカーチームで右のウイングとして活躍していたが、そのスプリント能力の高さから、先生に陸上競技をするよう説得された。

### 2008年
5月のアフリカ選手権 (en) 男子400m決勝では自身初の45秒台（45秒64）をマークして銀メダルを獲得したが、優勝したNagmeldin Ali Abubakrとは同タイム着差ありという僅差だった。

### 2012年
6月のアフリカ選手権 (en) 男子400m決勝では45秒25の自己ベストをマークし、カリフォルニア・モレフェの持つボツワナ記録（45秒23）に迫るタイムで初優勝を飾った。

### 2013年
7月7日のResisprint国際 （Resisprint International meeting） 男子200mで20秒21（+0.1）のボツワナ新記録（当時）を樹立した。

### 2014年
5月10日の南アフリカ共和国オープン選手権 （South Africa Open Championships） 男子400mで44秒92のボツワナ新記録（当時）を樹立。7月6日のResisprint国際では、男子400mで44秒01のアフリカ新記録（当時）を樹立し、ゲーリー・キカヤの持つ従来の記録を0秒09更新すると、更にこの90分後に行われた男子200mではアフリカ史上3人目の19秒台となる19秒96をマークした。

### 2015年
7月4日のダイヤモンドリーグ・ミーティングアレヴァ男子400mにおいて、南アフリカのウェイド・ヴァン・ニーケルクがアフリカ人初の43秒台となる43秒93をマークし、アフリカ記録保持者の座を明け渡すこととなった。しかし、マクワラは翌日5日のResisprint国際男子400mで43秒72をマークし、すぐにアフリカ記録保持者の座を奪い返した。8月の世界選手権男子400mには今季世界ランク1位（43秒72）として出場すると、23日の予選は同じ組のユセフ・マスラヒとラシーン・マクドナルドが43秒台を出すというハイレベルなレースになったが、マクワラは44秒19の組3着で準決勝に進出した。24日の準決勝では9レーンからのスタートながら44秒11の組1着で決勝進出を決めると、ゴール直後には腕立て伏せをするパフォーマンスを見せつけた。世界選手権短距離種目においてボツワナ男子勢初のファイナリストとなった26日の決勝は、自己ベスト43秒台の選手が5人も揃うハイレベルなものとなり、マクワラは予選・準決勝よりもタイムを落とす44秒63をマークし、同一レースで3人が43秒台をマークするという史上初のレースで5位に終わった。また、この決勝を世界歴代4位（当時）の43秒48で制したウェイド・ヴァン・ニーケルクにアフリカ記録保持者の座を再び奪われた。

### 2016年
8月のリオデジャネイロオリンピックには男子400mと4×400mリレーに出場した。400mのシーズンベストは自己ベスト（43秒72）からは程遠い44秒85だったものの、12日の予選を45秒91の組3着で突破。この種目に出場していたカラボ・シバンダ、バボロキ・テベとともに、オリンピック男子400mにおいてボツワナ勢初のセミファイナリストとなったが、翌日の準決勝は46秒60の組8着で敗退した。4×400mリレーはボツワナチームの1走を務めると、19日の予選で2分59秒35、翌日の決勝で2分59秒06と、両ラウンドでボツワナ新記録樹立に貢献（決勝でマークしたラップタイムは第1走者の中で最速の44秒8だった）。決勝のボツワナチームはアメリカチームと金メダル争いを繰り広げたが、最後の直線でアンカーが失速して最終的には6位に終わり、オリンピック4×400mリレーにおけるボツワナ勢初のメダルを逃した。

### 2017年

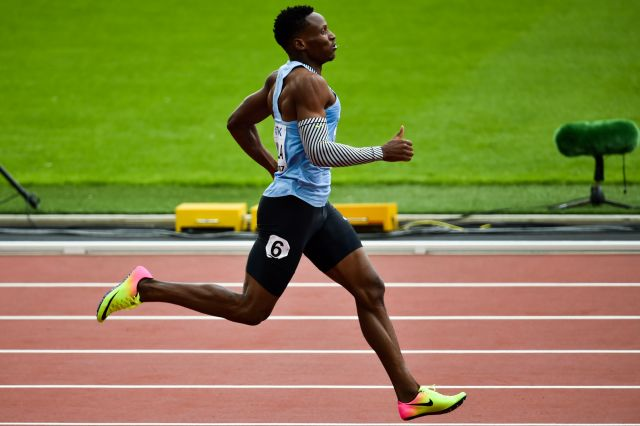
2017年ロンドン世界選手権

初出場となった4月の世界リレー (en) では男子4×400mでボツワナチームの1走を務めると、3分02秒28の2位に貢献。優勝したアメリカに0秒15及ばず惜しくも優勝は逃したが、オリンピックと世界選手権も含めボツワナ史上初となるリレー種目のメダル獲得に貢献した。6月28日のオストラヴァ・ゴールデン・スパイク (en) 男子300mでは、ウェイド・ヴァン・ニーケルクが30秒81の世界最高記録を樹立する中、世界歴代5位の31秒44をマークして2位に入った。7月14日のミーティング・マドリード (en) では男子200mと男子400mに出場し、200mの20秒の壁と400mの44秒の壁を同日に破るという史上初の快挙を達成した。先に行われた男子400mを自身2度目の43秒台となる43秒92で制すると、その75分後に行われた男子200mでは自身2度目の19秒台および今季世界最高記録となる19秒77（0.0）をマーク。3年ぶりに自己ベスト（19秒96）を更新し、フランク・フレデリクスの持つアフリカ記録（19秒68）に0秒09差と迫る好タイムで男子200mも制した。7月21日のダイヤモンドリーグ・ヘラクレス男子400mでは1週間前にマークしたシーズンベストを塗り替える43秒84をマークし、8月のロンドン世界選手権男子400mには今季世界ランク3位で臨むと、その実力通り5日の予選を44秒55（全体1位）、6日の準決勝を44秒30（全体4位）と順当に突破した。ところが、宿泊していた公式ホテルで食中毒を発症し、7日に受けた診断の結果、イギリスの規定で48時間の隔離が必要な感染性胃腸炎と判明した。そのため、本人は出場する気だったものの、今季世界ランク1位（19秒77）で臨む予定だった7日の男子200m予選、8日の男子400m決勝の欠場を余儀なくされた。しかし、隔離期間が終わった9日、救済処置としてマクワラ1人だけによる男子200m予選が実施された。ボツワナ陸上競技連盟からの要望を国際陸上競技連盟が受け入れて行われたこのレースで、マクワラは準決勝進出ライン（20秒53）を上回る20秒20（+1.4）をマークして準決勝進出を決め、ゴール直後には腕立て伏せをするパフォーマンスを見せた。200mではオリンピックも含めボツワナ勢初のセミファイナリストになった準決勝は、救済レースの約2時間後に行われ、尚且つ1レーンからのスタートという不利な条件だったが、20秒14（+2.1）の組2着で決勝進出を決めた。10日の決勝はホームストレートに入った時点ではメダルを狙える順位にいたが、残りの50mで疲れが出て20秒44（-0.1）の6位に終わった。12日の男子4×400mリレー予選は筋肉に少し問題があったため出場しなかったが、メダル候補だったボツワナは3走を走ったナイジェル･アモスがバトンを落とすミスなどもあり決勝に進出できなかった。今シーズンのダイヤモンドリーグ男子400mのツアーチャンピオンを決めるヴェルトクラッセチューリッヒでは、ライバルのウェイド・バンニーキルクが欠場し、ロンドン世界選手権の銀メダリストであるスティーヴン・ガーディナーがスタート直後に滑って転倒しレースを棄権するという波乱の中、出場選手唯一の43秒台（43秒95）で優勝を飾り、初のツアーチャンピオンに輝いた。

### 2018年
4月の英連邦競技大会 (en) に出場すると、男子400mは決勝で他の選手を寄せ付けず、フィニッシュの15m程手前からは力を抜きながらも唯一の44秒台（44秒35）で圧勝。アンカーを務めた4×400mリレーも優勝に貢献して大会2冠を達成した。

## 人物・エピソード
- イングランドプレミアリーグのマンチェスター・ユナイテッドFC、南アフリカプレミアリーグのカイザー・チーフスFCのファンである[1]。
- ヒーローはアメリカ合衆国の女子短距離選手のサーニャ・リチャーズ＝ロス。彼女を真似て、レース時には右腕に派手なアームウォーマーをして臨んでいる[1]。

## 自己ベスト
記録欄の（　）内の数字は風速（m/s）で、+は追い風、-は向かい風を意味する。
| 種目 | 記録           | 年月日        | 場所                   | 備考                                          |
| ---- | -------------- | ------------- | ---------------------- | --------------------------------------------- |
| 100m | 10秒20A (+0.8) | 2014年5月3日  | ハボローネ             | 高地記録                                      |
| 100m | 10秒14w (+2.2) | 2014年4月19日 | ハボローネ             | 追い風参考記録                                |
| 200m | 19秒77 (0.0)   | 2017年7月14日 | マドリード             | アフリカ歴代5位 ボツワナ歴代2位               |
| 300m | 31秒44         | 2017年6月28日 | オストラヴァ           | 世界歴代6位 ボツワナ歴代2位                   |
| 400m | 43秒72         | 2015年7月5日  | ラ・ショー＝ド＝フォン | アフリカ歴代2位 (元アフリカ記録) ボツワナ記録 |

## 主要大会成績
備考欄の記録は当時のもの
| 年   | 大会                      | 場所             | 種目    | 結果   | 記録             | 備考                  |
| ---- | ------------------------- | ---------------- | ------- | ------ | ---------------- | --------------------- |
| 2007 | アフリカ競技大会 (en)     | アルジェ         | 400m    | 準決勝 | 47秒02           |                       |
| 2007 | アフリカ競技大会 (en)     | アルジェ         | 4x400mR | 優勝   | 3分03秒16 (3走)  |                       |
| 2007 | 世界選手権                | 大阪             | 4x400mR | 予選   | 3分05秒96 (1走)  | 全体14位              |
| 2008 | アフリカ選手権 (en)       | アディスアベバ   | 400m    | 2位    | 45秒64A          | 自身初の45秒台        |
| 2008 | アフリカ選手権 (en)       | アディスアベバ   | 4x400mR | 4位    | 3分06秒54A (4走) |                       |
| 2009 | 世界選手権                | ベルリン         | 400m    | 予選   | 46秒45           | 全体34位              |
| 2010 | 世界室内選手権            | ドーハ           | 4x400mR | 予選   | DQ (2走)         |                       |
| 2010 | アフリカ選手権 (en)       | ナイロビ         | 400m    | 準決勝 | 46秒92A          |                       |
| 2010 | アフリカ選手権 (en)       | ナイロビ         | 4x400mR | 2位    | 3分05秒16A (1走) |                       |
| 2010 | 英連邦競技大会 (en)       | デリー           | 400m    | 準決勝 | 47秒07           |                       |
| 2010 | 英連邦競技大会 (en)       | デリー           | 4x400mR | 5位    | 3分04秒65 (3走)  |                       |
| 2011 | アフリカ競技大会 (en)     | マプト           | 400m    | 7位    | 46秒78           |                       |
| 2012 | 世界室内選手権            | イスタンブール   | 4x400mR | 予選   | 3分13秒21 (2走)  | 全体11位 ボツワナ記録 |
| 2012 | アフリカ選手権 (en)       | ポルトノボ       | 400m    | 優勝   | 45秒25           | 自己ベスト            |
| 2012 | アフリカ選手権 (en)       | ポルトノボ       | 4x400mR | 決勝   | DQ (1走)         |                       |
| 2012 | オリンピック              | ロンドン         | 400m    | 予選   | 45秒67           | 全体25位              |
| 2013 | 世界選手権                | モスクワ         | 200m    | 予選   | 20秒84 (-0.4)    | 全体28位              |
| 2013 | 世界選手権                | モスクワ         | 4x400mR | 予選   | 3分05秒74 (3走)  | 全体22位              |
| 2014 | 英連邦競技大会 (en)       | グラスゴー       | 400m    | 準決勝 | 45秒57           |                       |
| 2014 | アフリカ選手権 (en)       | マラケシュ       | 400m    | 優勝   | 44秒23           |                       |
| 2014 | アフリカ選手権 (en)       | マラケシュ       | 200m    | 2位    | 20秒51 (-0.8)    |                       |
| 2014 | アフリカ選手権 (en)       | マラケシュ       | 4x400mR | 優勝   | 3分01秒89 (4走)  |                       |
| 2014 | コンチネンタルカップ (en) | マラケシュ       | 400m    | 2位    | 44秒84           |                       |
| 2014 | コンチネンタルカップ (en) | マラケシュ       | 200m    | 6位    | 20秒49 (+0.2)    |                       |
| 2014 | コンチネンタルカップ (en) | マラケシュ       | 4x400mR | 優勝   | 3分00秒02 (2走)  | アフリカ大陸代表      |
| 2015 | 世界選手権                | 北京             | 400m    | 5位    | 44秒63           |                       |
| 2015 | 世界選手権                | 北京             | 4x400mR | 予選   | 2分59秒95 (4走)  | 全体9位 ボツワナ記録  |
| 2015 | アフリカ競技大会 (en)     | ブラザヴィル     | 400m    | 優勝   | 44秒35           |                       |
| 2015 | アフリカ競技大会 (en)     | ブラザヴィル     | 4x400mR | 2位    | 3分00秒95 (4走)  |                       |
| 2016 | アフリカ選手権 (en)       | ダーバン         | 400m    | 4位    | 46秒58           |                       |
| 2016 | オリンピック              | リオデジャネイロ | 400m    | 準決勝 | 46秒60           | 全体22位              |
| 2016 | オリンピック              | リオデジャネイロ | 4x400mR | 5位    | 2分59秒06 (1走)  | ボツワナ記録          |
| 2017 | 世界リレー (en)           | ナッソー         | 4x400mR | 2位    | 3分02秒28 (1走)  |                       |
| 2017 | 世界選手権                | ロンドン         | 200m    | 6位    | 20秒44 (-0.1)    |                       |
| 2017 | 世界選手権                | ロンドン         | 400m    | 決勝   | DNS              | 準決勝44秒30          |
| 2018 | 英連邦競技大会 (en)       | ゴールドコースト | 400m    | 優勝   | 44秒35           |                       |
| 2018 | 英連邦競技大会 (en)       | ゴールドコースト | 4x400mR | 優勝   | 3分01秒78 (4走)  |                       |

### ダイヤモンドリーグ
ダイヤモンドリーグの総合成績を記載。獲得ポイント欄の（　）内は出場したポイント対象レースの数を意味する。
| 年                                   | 種目 | 総合順位 | 獲得ポイント |
| ------------------------------------ | ---- | -------- | ------------ |
| 2014                                 | 400m | 3位      | 5 (3レース)  |
| 2016                                 | 400m | 3位      | 20 (7レース) |
| ツアーチャンピオンを決める方法が変更 |      |          |              |
| 2017                                 | 400m | 優勝     |              |

優勝したダイヤモンドリーグの大会を記載（個人種目のみ）
| 年   | 大会                         | 場所         | 種目 | 記録   | 備考                         |
| ---- | ---------------------------- | ------------ | ---- | ------ | ---------------------------- |
| 2014 | グラスゴーグランプリ         | グラスゴー   | 400m | 44秒71 | ポイント対象外レース         |
| 2017 | ヴェルトクラッセチューリッヒ | チューリッヒ | 400m | 43秒95 | ツアーチャンピオン決定レース |